# Apocephalus palposus
Apocephalus palposus är en tvåvingeart som beskrevs av Borgmeier 1963. Apocephalus palposus ingår i släktet Apocephalus och familjen puckelflugor. Inga underarter finns listade i Catalogue of Life.